# تکسترون ایرلند اسکورپیون
 تِکسترون اِیرلند اسکورپیون  (به انگلیسی: Textron AirLand Scorpion) پیشنهاد شرکت امریکایی تکسترون ایرلند برای داشتن هواپیمای جت به منظور حملات سبک، نظارت و شناسایی می‌باشد.
توسعه این هواپیما توسط تکسترون ایرلند ال ال سی، یک سرمایه‌گذاری مشترک توسط شرکت تکسترون و ایرلند ال ال سی می‌باشد. توصیف دیوید سیلوستر سخنگوی شرکت تکسترون درهمکاری شرکت ایرلند اینترپرایز ال ال سی، شریک تکسترون در این پروژه: یک گروه از سرمایه گذاران خارجی که اصولاً برای مفهوم جت تاکتیکی با هزینه کمتر وارد شدند. با توجه به هزینه بسیار بالای پرواز هر جنگنده بر مبنای ساعت/پرواز ، این هواپیما هزینه بسیار پایینی دارد .

## وضعیت
در زمان رکود اقتصادی و کاهش بودجه‌های دفاعی-نظامی خصوصاً در کشورهای اروپایی ، داشتن جت نظامی مناسب و کم هزینه در اولویت قرار میگیرد و ساخت تسلیحات و سخت افزار مدرن نظامی با هزینه مناسب و در عین حال کارآمد مورد استقبال قرار میگیرد. خصوصاً تسلیحاتی که با هزینه کمتر قادر به جایگزینی برای ماموریت‌های مختلف ، داشته باشد . جت اسکورپیون در نمایشگاه صنایع هوایی فارنبورو از نقطه قیمت ، سبکی ، و قابلیت پروازهای طولانی بسیار مورد توجه قرار گرفته است.بیل آندرسون، مدیر شرکت تکسترون در تایید دیدگاههای ساخت این جت گفت : «اگر هزینه جنگده های مدرن را در نظر داشته باشیم خواهیم دید که پرواز جت های نظامی امروزی ، به‌طور معمول تقریباً ۲۰ هزار دلار در ساعت هزینه دارد
در حالیکه اسکورپیون ضمن اینکه هواپیمایی بسیار قابل اعتماد میباشد، با ساعتی سه هزار دلار هزینه ، قادر به انجام ماموریت های مختلف میباشد و تصور من بر این است که این هواپیمابازاری وسیع و قابل توجه پیدا خواهد کرد.». قیمت هر فروند اسکورپیون ۲۰ میلیون دلار است که به توجه کارشناسان نظامی را جذب کرده و پتانسیل زیادی برای فروش و صادرات آن پیش بینی میشود. کولین کلارک، کارشناس امور نظامی می گوید: «ما با یک بازار بسیار سخت مواجهه هستیم چون بودجه دولتهای اروپایی در بخش دفاعی
معمولاً از حدود ۲ درصد تجاوز نمی‌کند که این رقمی قابل توجه نیست.»  قابلیت حمل تسلیحات و بمب این جت جنگی بیش از یک و نیم تن است و قادر به استفاده از راکتهای ضدتانک از جمله هل فایر، و بمبهای هدایت شونده با سیستم جهت یاب و لیزر بوده و همچنین جت اسکورپیون می‌تواند تا پنج ساعت در آسمان به گشتزنی بپردازد.

## آزمایش پرواز

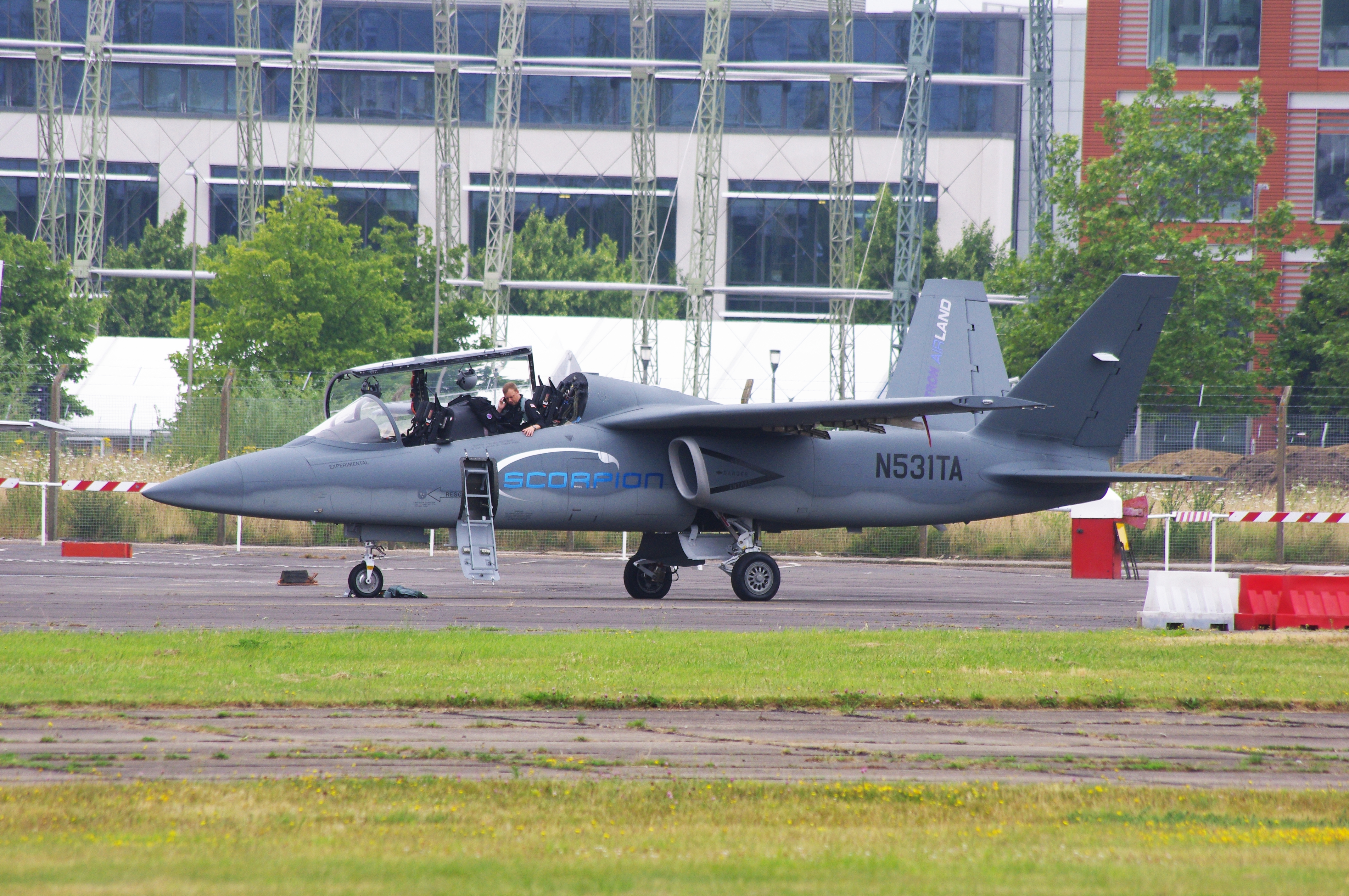
نمایشگاه هوایی فارنبورو

معرفی و آزمایش‌های تاکسی قبل از پرواز در ۲۵ نوامبر۲۰۱۳ به اتمام رسید  و متخصصان در حال آماده سازی برای اولین پرواز هواپیما هستند .گروه متخصصان اسکورپیون برنامه‌ریزی چند صد ساعت آزمون پرواز اضافی را در سال ۲۰۱۴ انجام دادند . هر پرواز هدفی خاص را دنبال میکرد از جمله : آزمایش سرعت هوایی و اوجگیری . سازنده اسکورپیون نتایج آزمایش پروازی را مثبت اعلام کرد. در این آزمایش‌ها ، عملکرد هواپیما مورد بررسی قرار گرفته ، سیستم‌های مکانیکی و الکترونیکی آن نیز تست شدند.در ۱۹ مه ۲۰۱۴ میلادی ، اسکورپیون ۷۶.۴ ساعت پرواز در ۴۱ مورد انجام داد بود. «اسکورپیون» یک جت دو قلو می باشد که از مواد کامپوزیتی سبک و پیشرفته ساخته شده . این هواپیما دو خدمه دارد که پشت سر هم قرار می گیرند. پیشران آن یک موتور آئرودینامیکی مجهز به مجموعهٔ دم و دو رانش با غلاف‌های موتور و بالهایی مستقیم

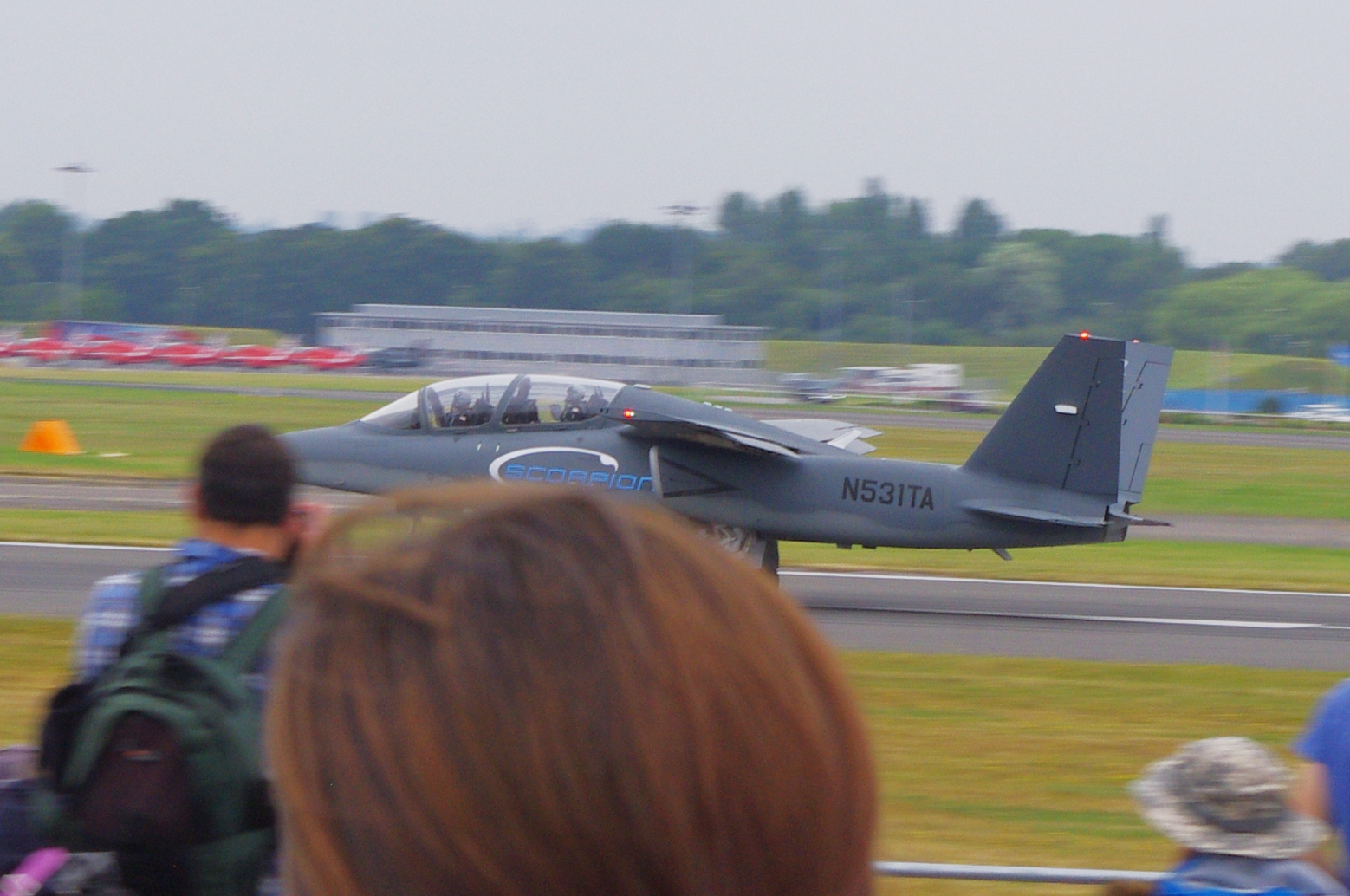
اسکورپیون در حال تیک آف

است. اسکورپیون می‌تواند با سرعت ۸۳۰ کیلومتر بر ساعت پرواز کند. محدودیت بودجه اعمال شده از سوی وزارت دفاع آمریکا در
طراحی این هواپیما تاثیر داشته  و مطابق با نیاز و ماموریت
های گارد ملی هوایی ، مانند جنگ نامنظم، گشت مرزی، تجسس و نظارت دریایی، امداد اضطراری، مبارزه با مواد مخدر و عملیات
دفاع هوایی ساخته شده.
بسیاری از آزمون‌های پروازی در مک کانل ، پایگاه نیروی هوایی در ویچیتا انجام شده و متخصصان ،در حال برنامه‌ریزی پروازهای متعدد در خارج از پایگاه میباشند.
شرکت هوایی تکسترون در حال دریافت مجوز برای فروش هواپیمای خود در بخش‌های نظامی ایالات متحده و تعدادی از کشورهای شریک ایالات متحده است.

## عرضه
شرکت تکسترون اعلام کرده که در آینده نمونه ای از اسکورپیون با قابلیت پرواز بدون سرنشین عرضه خواهد کرد. اسکورپیون رسماً خریدار خاصی را اعلام نکرده ضمن اینکه پس از اولین پرواز، برنامه‌ریزی برای مذاکره با مشتری خارجی اعلام نشده ای ، انجام شده که ظاهراً خریدار منتظر پایان تمامی تستهای پرواز میباشد .تکسترون به بازار آفریقا و آسیای غربی امید زیادی بسته است و در واقع بازار کشورهای کم درآمد را هدف قرار داده .

## مشخصه‌های اسکورپیون

### مشخصات کلی
- خدمه: ۲
- طول:۱۳.۲۶ متر
- پهنای دوسر بال: ۱۴.۴۳ متر
- ارتفاع:۴.۳ متر
- پیشرانه : ۲ موتور توربوفن هانی ول مدل:TFE۷۳۱ هر کدام۱۸۰۰۰ نیوتن
- وزن خالی:۵،۳۵۲ کیلوگرم
- حداکثر وزن برخاست:۹،۶۳۹ کیلوگرم
- ظرفیت سوخت :۲،۷۲۲ کیلوگرم

### عملکرد
- حداکثر سرعت : ۸۳۳ کیلومتر بر ساعت
- سرعت واماندگی:۱۷۶ کیلومتر برساعت(حداکثر)
- محدوده گشت : ۴،۴۰۰ کیلومتر
- سقف پرواز:۱۴۰۰۰ متر

### جنگ افزار
- جایگاه حمل سلاح : ۶ جایگاه خارجی با ظرفیت ۲۸۰۰ کیلوگرم - محفظه داخلی با ظرفیت ۱۴۰۰ کیلوگرم و دیگر تسلیحات.
- بمب : قابلیت حمل بمب‌های هدایت شونده و نرمال